# Les Chavannes-en-Maurienne
Les Chavannes-en-Maurienne és un municipi francès situat al departament de la Savoia i a la regió d'Alvèrnia-Roine-Alps. L'any 2007 tenia 220 habitants.

## Demografia

### Població
El 2007 la població de fet de Les Chavannes-en-Maurienne era de 220 persones. Hi havia 95 famílies de les quals 27 eren unipersonals (23 homes vivint sols i 4 dones vivint soles), 30 parelles sense fills, 27 parelles amb fills i 11 famílies monoparentals amb fills.
La població ha evolucionat segons el següent gràfic:
Habitants censats

### Habitatges
El 2007 hi havia 170 habitatges, 97 eren l'habitatge principal de la família, 66 eren segones residències i 8 estaven desocupats. 156 eren cases i 8 eren apartaments. Dels 97 habitatges principals, 89 estaven ocupats pels seus propietaris, 5 estaven llogats i ocupats pels llogaters i 3 estaven cedits a títol gratuït; 2 tenien una cambra, 4 en tenien dues, 17 en tenien tres, 30 en tenien quatre i 44 en tenien cinc o més. 79 habitatges disposaven pel capbaix d'una plaça de pàrquing. A 35 habitatges hi havia un automòbil i a 55 n'hi havia dos o més.

### Piràmide de població
La piràmide de població per edats i sexe el 2009 era:
| Homes | Edats   | Dones |
| ----- | ------- | ----- |
| 0     | 95 o +  | 0     |
| 0     | 90 a 94 | 0     |
| 4     | 85 a 89 | 0     |
| 8     | 80 a 84 | 8     |
| 8     | 75 a 79 | 4     |
| 0     | 70 a 74 | 4     |
| 4     | 65 a 69 | 4     |
| 0     | 60 a 64 | 4     |
| 4     | 55 a 59 | 8     |
| 4     | 50 a 54 | 0     |
| 20    | 45 a 49 | 8     |
| 8     | 40 a 44 | 16    |
| 4     | 35 a 39 | 8     |
| 12    | 30 a 34 | 12    |
| 4     | 25 a 29 | 4     |
| 0     | 20 a 24 | 16    |
| 8     | 15 a 19 | 8     |
| 4     | 10 a 14 | 12    |
| 12    | 5 a 9   | 12    |
| 8     | 0 a 4   | 4     |

## Economia
El 2007 la població en edat de treballar era de 144 persones, 113 eren actives i 31 eren inactives. De les 113 persones actives 105 estaven ocupades (60 homes i 45 dones) i 9 estaven aturades (3 homes i 6 dones). De les 31 persones inactives 18 estaven jubilades, 6 estaven estudiant i 7 estaven classificades com a «altres inactius».

### Ingressos
El 2009 a Les Chavannes-en-Maurienne hi havia 96 unitats fiscals que integraven 216,5 persones, la mediana anual d'ingressos fiscals per persona era de 19.228 €.

### Activitats econòmiques
Dels 14 establiments que hi havia el 2007, 1 era d'una empresa de fabricació d'altres productes industrials, 1 d'una empresa de construcció, 5 d'empreses de comerç i reparació d'automòbils, 2 d'empreses de transport, 2 d'empreses d'hostatgeria i restauració, 2 d'empreses de serveis i 1 d'una empresa classificada com a «altres activitats de serveis».
Dels 7 establiments de servei als particulars que hi havia el 2009, 5 eren tallers de reparació d'automòbils i de material agrícola, 1 taller d'inspecció tècnica de vehicles i 1 fusteria.

## Equipaments sanitaris i escolars
El 2009 hi havia una escola elemental integrada dins d'un grup escolar amb les comunes properes formant una escola dispersa.

## Poblacions més properes
El següent diagrama mostra les poblacions més properes.